# Bistum Lescar

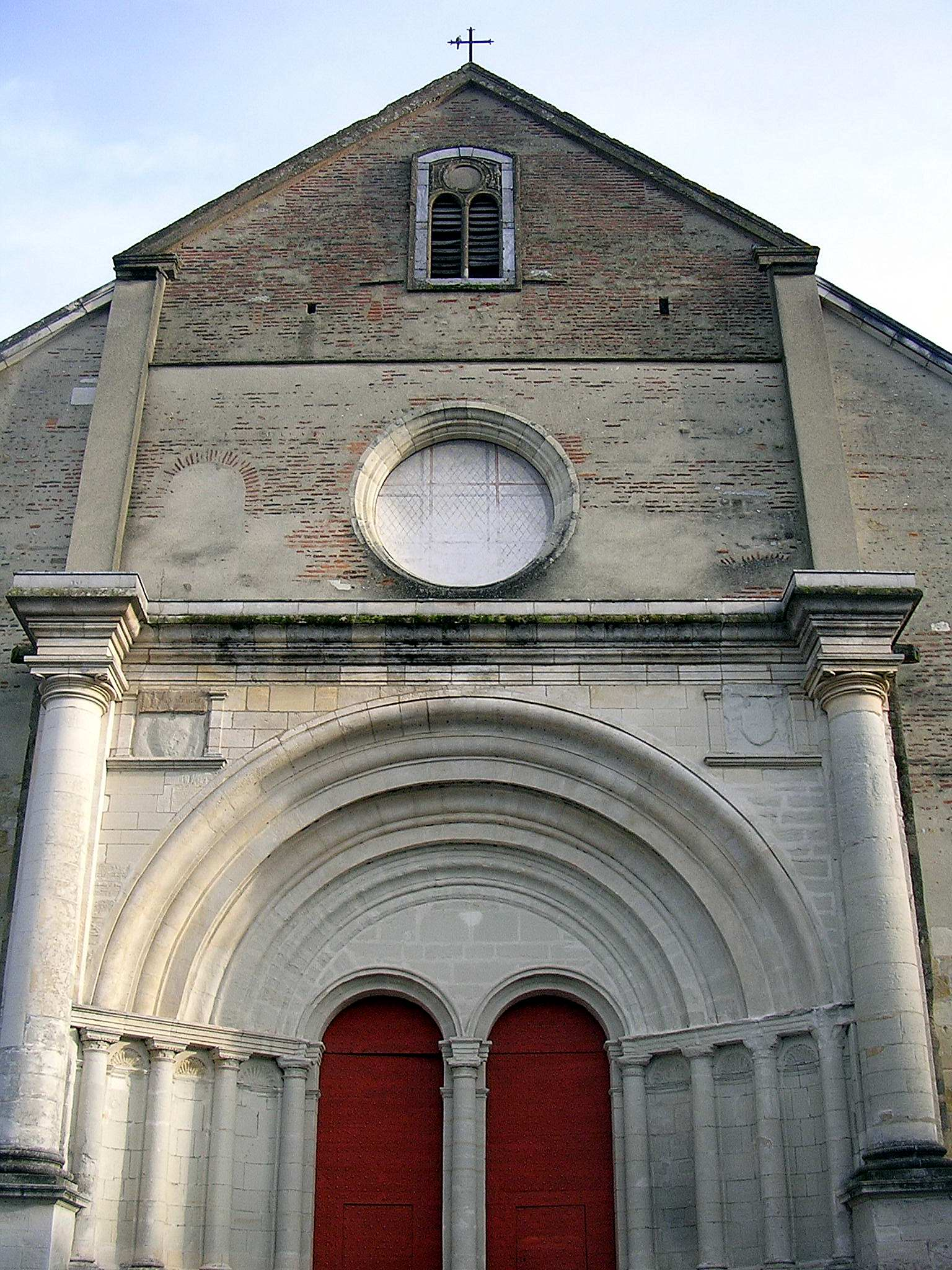
Die Kathedrale Unsere Liebe Frau in Lescar

Das französische Bistum Lescar wurde im 6. Jahrhundert gegründet als Suffraganbistum des Erzbistums Eauze und unterstand seit dem 9. Jahrhundert dem Erzbistum Auch als Suffragansitz. Sitz des Bischofs war die Stadt Lescar.
Am 29. November 1801 wurde das Bistum Lescar infolge des Konkordates von 1801 durch Papst Pius VII. mit der Päpstlichen Bulle Qui Christi Domini aufgelöst und sein Territorium dem Bistum Bayonne zugeteilt.